# Rüdiger Valk
Rüdiger Valk (5 de agosto de 1945) é um matemático alemão. Foi de 1976 a 2010 professor de informática no Institut für Informatik (depois Fachbereich Informatik) na Universidade de Hamburgo, Alemanha.
Valk estudou matemática na Universidade de Bonn. Supervisionado por Wilfried Brauer, continuou estudando na pós-graduação em Bonn, obtendo um doutorado matemática em 1974. Em 1976 foi professor de ciência da computação teórica (informática). De 1985 a 2010 foi chefe do grupo de pesquisas sobre fundamentações teóricas da ciência da computação (Theoretische Grundlagen der Informatik, TGI) na Universidade de Hamburgo.

## Carreira
Sua pesquisa inicial é caracterizada por trabalhos em autômatos e sistemas topológicos, problemas de decisão e propriedades estruturais de redes de Petri.
Publicou artigos em conferências e periódicos bem como livros didáticos.
Sua carreira posterior foi dedicada ao paradigma Object Petri Nets e as Nets within Nets; ou seja, a ideia de usar redes de Petri como tokens dentro das redes de Petri.
Durante um período considerável de sua carreira de pesquisador, Rüdiger Valk trabalhou em estreita colaboração com Carl Adam Petri, o inventor das redes de Petri, que ocupou um cargo de professor honorário na Universidade de Hamburgo.
Além disso, Valk contribuiu para o debate de como os computadores afetam a sociedade, como a informática deve ser vista como uma disciplina científica e empreendeu pesquisas interdisciplinares sobre modelos de sociologia e a disciplina derivada da sociônica como uma interseção da sociologia e da informática.